# Norbertus Antonius van Hooff
Dr. Norbertus Antonius van Hooff (Eindhoven, 19 oktober 1746 - Eindhoven, 28 februari 1820) is een voormalig burgemeester van de Nederlandse stad Eindhoven. 
Van Hooff werd geboren als zoon van burgemeester Martinus van Hooff en Anna Elisabeth Bols van Arendonck en was een broer van de bekende patriot Johan Frederik Rudolph van Hooff.
Hij was burgemeester van Eindhoven in 1776 en 1777, en schepen van Eindhoven in 1786. Van beroep was hij medisch dokter.
Hij trouwde 1e te Eindhoven op 16 april 1781 met Elisabetha Hoppenbrouwers, dochter van Franciscus Joannes Hoppenbrouwers en Wilhelmina van Bavel, gedoopt te Breda op 28 november 1755, begraven te Eindhoven op 27 mei 1782.
Hij trouwde 2e te Eindhoven op 8 juni 1788 met Johanna Francisca Theresia Molemakers, dochter van Johannes Bartholdus Molemakers en Marcella Maria Anna Coolen, gedoopt te Stratum op 30 juli 1759, begraven in Eindhoven op 22 januari 1799.